# Wolfgang Münchau
Wolfgang Münchau (* 1961) je německý ekonomický novinář, známý jako hlavní evropský komentátor deníku Financial Times.
Původně studoval matematiku na Univerzitě v Hagenu (německy FernUniversität Hagen). V Reutlingenu získal titul Master of Business Administration a na City University London absolvoval MA studia mezinárodní žurnalistiky. Koncem 80. let se stal novinářem v britském deníku The Times, pro který pracoval jako zpravodaj v Bruselu a ve Washingtonu. Poté přešel do deníku Financial Times.
V roce 1999 spoluzakládal německou redakci tohoto deníku - Financial Times Deutschland a stal se na dva roky jeho šéfredaktorem.
V roce 2006 založil agenturu Eurointelligence, která se věnuje ekonomickým analýzám eurozóny.

## Publikace
- Das Ende der Sozialen Marktwirtschaft. Hanser, Mnichov/Vídeň 2006, ISBN 978-3-446-40559-2
- Vorbeben. Was die globale Finanzkrise für uns bedeutet und wie wir uns retten können. Hanser, Mnichov 2008, ISBN 978-3-446-41390-0; přepracované a aktualizované vydání: Kernschmelze im Finanzsystem., 2008, ISBN 978-3-446-41847-9
- The Meltdown Years. The Unfolding of the Global Economic Crisis. McGraw-Hill, 2009, ISBN 0071634789
- Makro-Strategien. Sicher investieren, wenn Staaten pleitegehen. Hanser, Mnichov 2010, ISBN 978-3-446-42345-9
- Letzter Ausweg gemeinsame Anpassung – die Eurozone zwischen Depression und Spaltung. Abteilung Wirtschafts- und Sozialpolitik der Friedrich-Ebert-Stiftung, Bonn 2010, ISBN 978-3-86872-388-5 (PDF; 107 KB)